# Beast over Hammersmith
Beast over Hammersmith — восьмий живий альбом англійської групи Iron Maiden, який був випущений 4 листопада 2002 року.

## Композиції
1. Murders in the Rue Morgue — 4:32
2. Wrathchild — 3:31
3. Run to the Hills — 4:19
4. Children of the Damned — 4:39
5. The Number of the Beast — 5:07
6. Another Life — 3:45
7. Killers — 5:47
8. 22 Acacia Avenue — 6:55
9. Total Eclipse — 4:14
10. Transylvania — 5:50
11. The Prisoner — 5:49
12. Hallowed Be Thy Name — 7:31
13. Phantom of the Opera — 6:53
14. Iron Maiden — 4:21
15. Sanctuary — 4:12
16. Drifter — 9:19
17. Running Free — 3:44
18. Prowler — 5:00